# Holotrochus laevicauda
Holotrochus laevicauda är en skalbaggsart som först beskrevs av Leconte 1866.  Holotrochus laevicauda ingår i släktet Holotrochus och familjen kortvingar. Inga underarter finns listade i Catalogue of Life.